# Creamy Takako
Creamy Takako è l'album di debutto della cantante giapponese Takako Ohta, uscito il 25 agosto 1984. Il disco contiene le canzoni che l'artista interpreta nei panni del personaggio di Creamy all'interno della serie televisiva anime L'incantevole Creamy (da cui il titolo), nonché qualche brano inedito.
L'album è uscito solo in vinile e in musicassetta; una riedizione in CD è uscita il 25 giugno 1985 con il titolo Creamy Takako Special con però l'aggiunta di due tracce inedite riproposte anche nell'album Long good-bye e una copertina differente.

## Tracce
1. Delicate ni sukishite (デリケートに好きして?) (Yoshiaki Furuta)
2. Kare o aishita ronrī kyatto (彼を愛したロンリー・キャット?) (testo: Kazuko Kobayashi – musica: Tsunehiro Izumi)
3. Sasayaite ju tēmu - Je t' aime - (囁いてジュ・テーム－Je t'aime－?) (testo: Tomoko Aran – musica: Tetsuro Oda)
4. Saikai in za Rain (再会イン・ザ・Rain?) (testo: Hisayoshi Onda – musica: Koji Tamaki)
5. Pajama no mama de (パジャマのままで?) (Yoshiaki Furuta)
6. LOVE sarigenaku (LOVE さりげなく?) (testo: Yoshiko Miura – musica: Yuichiro Oda)
7. For You - ai anata ni - (For You －愛あなたに－?) (testo: Tomoko Aran – musica: Tsunehiro Izumi)
8. Mō tenshi janai (もう天使じゃない?) (testo: Yuho Iwasato – musica: Toshio Kamei)
9. Bin kan rouge (BIN･KANルージュ?) (testo: Yuho Iwasato – musica: Toshio Kamei)
10. Beautiful shock (美衝撃(ビューティフル・ショック?) (testo: Tomoko Aran – musica: Tetsuro Oda)
11. Bijin monogatari (美人物語?) (testo: Hisayoshi Onda – musica: Koji Tamaki)
12. Natsu ni awatenaide (夏にあわてないで?) (testo: Hisayoshi Onda – musica: Koji Tamaki)

### Creamy Takako Special
1. Delicate ni sukishite (デリケートに好きして?) (Yoshiaki Furuta)
2. Kare o aishita ronrī kyatto (彼を愛したロンリー・キャット?) (testo: Kazuko Kobayashi – musica: Tsunehiro Izumi)
3. Sasayaite ju tēmu - Je t' aime - (囁いてジュ・テーム－Je t'aime－?) (testo: Tomoko Aran – musica: Tetsuro Oda)
4. Saikai in za Rain (再会イン・ザ・Rain?) (testo: Hisayoshi Onda – musica: Koji Tamaki)
5. Pajama no mama de (パジャマのままで?) (Yoshiaki Furuta)
6. LOVE sarigenaku (LOVE さりげなく?) (testo: Yoshiko Miura – musica: Yuichiro Oda)
7. Anata ni ichiban kiku kusuri (あなたに一番効く薬?) (testo: Kumiko Tomoi – musica: Ryo Matsuda)
8. For You - ai anata ni - (For You －愛あなたに－?) (testo: Tomoko Aran – musica: Tsunehiro Izumi)
9. Mō tenshi janai (もう天使じゃない?) (testo: Yuho Iwasato – musica: Toshio Kamei)
10. Bin kan rouge (BIN･KANルージュ?) (testo: Yuho Iwasato – musica: Toshio Kamei)
11. Beautiful shock (美衝撃(ビューティフル・ショック)?) (testo: Tomoko Aran – musica: Tetsuro Oda)
12. Bijin monogatari (美人物語?) (testo: Hisayoshi Onda – musica: Koji Tamaki)
13. Natsu ni awatenaide (夏にあわてないで?) (testo: Hisayoshi Onda – musica: Koji Tamaki)
14. Tenshi no mirakuru (天使のミラクル?) (testo: Kumiko Tomoi – musica: Tetsuro Oda)

## Singoli
| Data              | A-side                | B-side                          |
| ----------------- | --------------------- | ------------------------------- |
| 25 luglio 1983    | Delicate ni sukishite | Pajama no mama de               |
| 25 settembre 1983 | Bin kan rouge         | Sasayaite jutēmu - Je t' aime - |
| 25 gennaio 1984   | LOVE sarigenaku       | Beautiful shock                 |
| 25 luglio 1984    | Natsu ni awatenaide   | Bijin monogatari                |
| 25 marzo 1985     | Tenshi no mirakuru    | Anata ni ichiban kiku kusuri    |